# Аделеїд (острів)
Аделейд, Аделаїда (англ. Adelaide Island) — острів в землі Земля Ґреяма, біля берегів Західної Антарктиди, у Південному океані. 7-й за величиною острів Антарктики південніше 60° пд. ш.

## Географія
Острів розташований поблизу західного узбережжя Антарктичного півострова, на північ від острова Олександра I. Становить приблизно 139 км в довжину і 37 км в ширину. Площа острова — 4663 км² (за іншими даними — 4463,1 км², за цим показником острів займає 127-ме місце у світі. Найвища точка острова — гора Ґедри (67°32′ пд. ш. 68°37′ зх. д. / 67.533° пд. ш. 68.617° зх. д.), висота якої становить 2315 м над рівнем моря, за цим показником острів займає 52-ге місце у світі.

## Історія

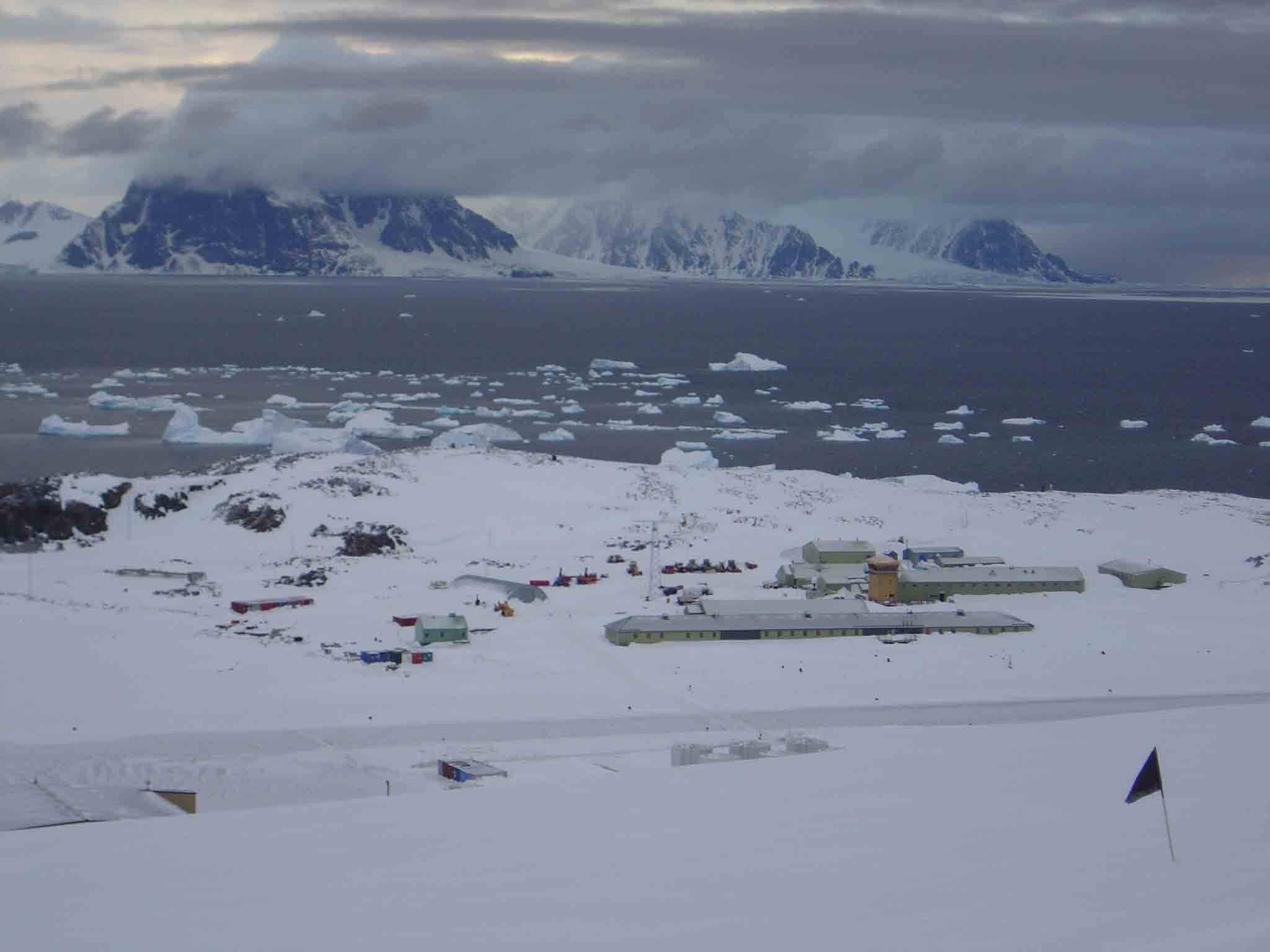
Станція «Ротера» в листопаді 2003 року. Вид в сторону Антарктичного півострова

Острів був відкритий Британською експедицією під керівництвом Джона Біско 15 лютого 1832 року. Вперше був обстежений членами Французької антарктичної експедиції 1908—1910 років, під керівництвом французького полярного дослідника Жана-Батиста Шарко. Відповідно до сучасних джерел, вважається, що острів був названий самим Джоном Біско в честь королеви Аделаїди, дружини короля Великої Британії Вільгельма IV.
На острові є дві антарктичні бази. Стара база «Аделаїда Ісланд» (також відомий як «База Т») була створена у 1961 році британським «Департаментом вивчення Фолклендських островів» (FIDS), який згодом став Британською антарктичною службою. База була закрита у 1977 році через ненадійні шляхи під'їзду. Обладнання протягом 1976-77 років було перевезене на нову станцію «Ротера», яка була відкрита у 1975 році і залишається постійнодіючою (цілорічною).
Стара база станції була передана чилійській владі в 1984 році, і була перейменована в антарктичну базу «Карвахал». Вона використовувалась лише якості сезонної («літньої») станції. Проте шляхи під'їзду до неї з боку плато стали настільки нестабільними, що чилійська станція практично припинила свою діяльність. Тільки чилійський флот відвідує станцію майже щоліта, щоб переконатися, що вона знаходиться в хорошому стані. Співробітники бази також інколи відвідати її в зимовий період, коли доступ до неї легший.